# Габаєва-Греда
Габаєва-Греда (хорв. Gabajeva Greda) — населений пункт у Хорватії, у Копривницько-Крижевецькій жупанії у складі громади Хлебіне.

## Населення
Населення за даними перепису 2011 року становило 149 осіб.
Динаміка чисельності населення поселення: